# The Christian Science Monitor
Christian Science Monitor (также «Крисчен Сайенс Монитор») — международная[прояснить] газета, публикуемая еженедельно в печатном виде и ежедневно (с понедельника по пятницу) в Интернете. Была основана в 1908 году Мэри Бейкер-Эдди, основательницей Церкви христианской науки.
КСМ освещает международные новости и текущие события из жизни Соединённых Штатов. 
Несмотря на своё название, «Christian Science Monitor» не является газетой на религиозные тематики и не пропагандирует доктрину своей церкви-покровителя. Однако, по просьбе её основателя Эдди ежедневные религиозные статьи появляются в каждом выпуске «Christian Science Monitor». Эдди также потребовала включения Христианской науки в название газеты, что первоначально встретило возражения со стороны некоторых её советников, которые полагали, что ссылка на религиозную принадлежность может оттолкнуть светскую аудиторию. Эдди объявила, что миссия «Christian Science Monitor» в том, чтобы «не навредить ни одному человеку и благословить все человечество».
Газета содержит ежедневные религиозные статьи на полосе «Домашний форум», но заявляет, что они не являются платформой для обращения в веру.
Газета известна тем, что избегает сенсационности, «отличаясь маркой не истеричной журналистики». В 1997 году в журнале Washington Report on Middle East Affairs, критично относящемся к политике США на Ближнем Востоке, появилась хвалебная статья о Christian Science Monitor за объективное и информативное освещение ислама и Ближнего Востока.
В 2006 году Джилл Кэрролл, внештатный репортёр газеты, была похищена в Багдаде, а спустя 82 дня освобождена невредимой.

## Награды
Журналисты «Christian Science Monitor» были награждены семью Пулитцеровскими премиями (последняя — в 2002 году):
- 1950, Пулитцеровская премия за освещение международных событий: Эдмунд Стивенс, за серию из 43 статей, написанных в течение трёх лет проживания в Москве, под названием «Это Россия без цензуры»[8].
- 1967, Пулитцеровская премия за освещение международных событий. Джон Хьюз, за объективный отчёт о попытке перехода Индонезии к новому порядку в 1965 году и чистках, которые последовали в 1965-66 гг.[9]
- 1968, Пулитцеровская премия за освещение внутренней политики. Говард Джеймс, за серию статей о кризисе судебной системы[10]
- 1969, Пулитцеровская премия за освещение внутренней политики. Роберт Кан, за расследование будущего наших национальных парков и методов, которые могут помочь сохранить их[11]
- 1978, Пулитцеровская премия Специальные цитаты и награды в области журналистики. Ричард Страут, за выдающиеся комментарии из Вашингтона на протяжении многих лет в качестве корреспондента КСМ, внесшего вклад в Новую Республику[12]
- 1996, Пулитцеровская премия за освещение международных событий: Дэвид Род, за длительные репортажи с места событий о резне тысяч боснийских мусульман в Сребренице[13].
- 2002, Пулитцеровская премия за политическую карикатуру: Клей Беннетт[14]